# Tachymarptis
Tachymarptis je rod z čeledi rorýsovitých ptáků. Český název je rorýs. Rod popsal již v roce 1922 Austin Roberts. Rodové jméno Tachymarptis pochází z řeckého takhus (rychlý) a marptis (chytač). Jsou to velcí rorýsi s poměrně širokými křídly, velkou hlavou, středně dlouhým vidličitým ocasem a bílou spodní částí těla. Zástupci rodu jsou rozšířeni v Evropě, Africe a Asii.
Zástupci rodu Tachymarptis byli dříve řazeni do rodu Apus. Výzkum mitochondriálních a jaderných markerů podporuje rozdělení rodů Tachymarptis a Apus.

## Druhy
Rod Tachymarptis zahrnuje 2 recentní druhy:
- Tachymarptis aequatorialis (J. W. von Müller, 1851) – rorýs šupinkový
- Tachymarptis melba (Linnaeus, 1758) – rorýs velký